# Llanharan
Llanharan ist eine Community und ein Dorf in der Principal Area Rhondda Cynon Taf in Südwales. Die Community hatte beim Zensus 2011 7.283 Einwohner.

## Geographie

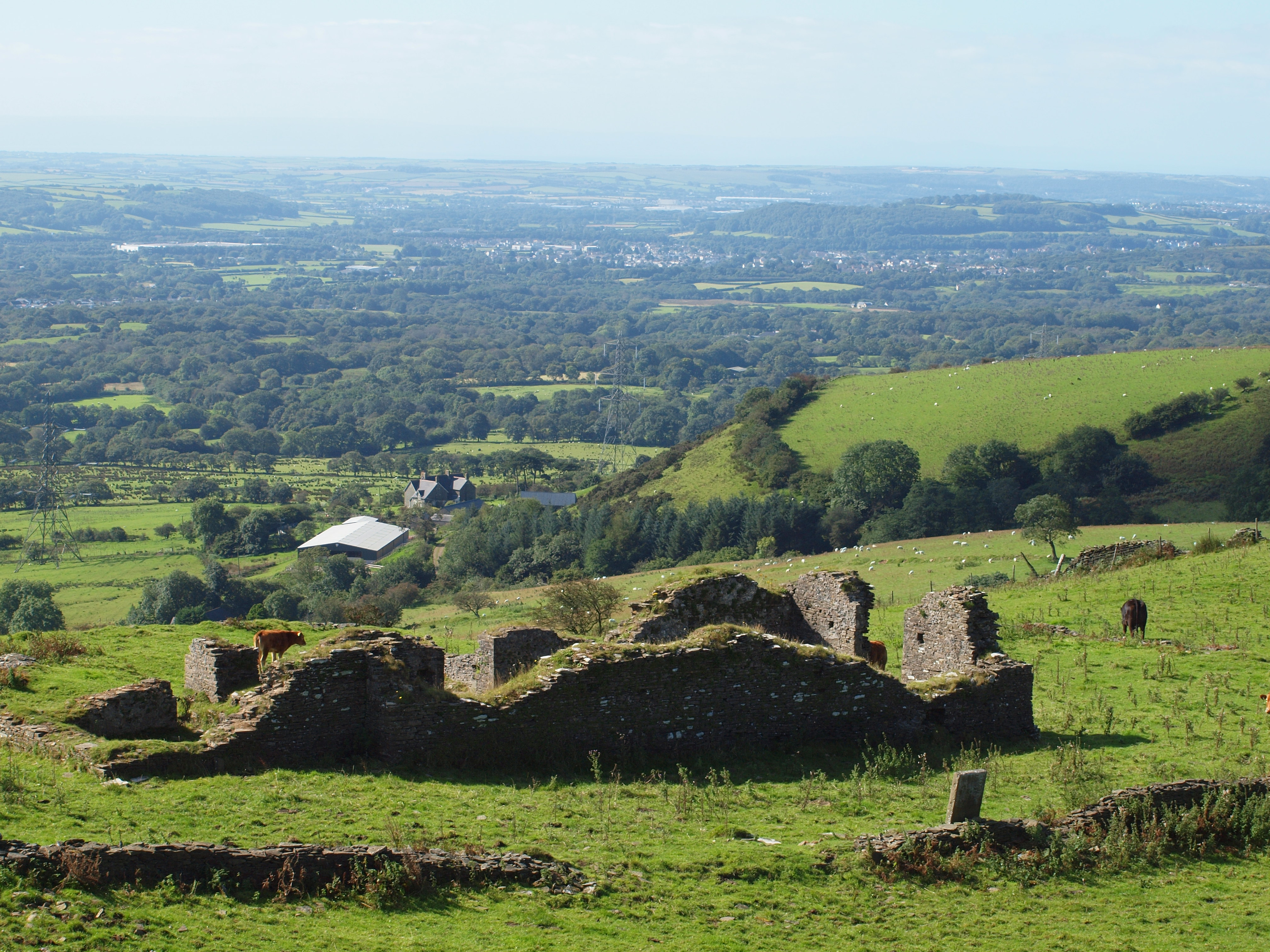
Ruinen der St Peters Church im spärlich besiedelten Nordteil der Community

Llanharan liegt in Südwales im Süden von Rhondda Cynon Taf an der Grenze zu Bridgend und Vale of Glamorgan. Das Gebiet der Community besteht aus dem Hauptort Llanharan und den Nachbardörfern Brynna, Bryncae und Dolau in der Mitte der Community im Tal des Ewenni Fach, aus spärlich besiedelten Gegenden im Norden wie dem Llanharan Forest und dem Garth Maelwg, dem Beginn des Tales des Nant Melyn im Osten und den Dörfern Llanilid und Felindre sowie großen Teilen der Llanilid Park Strategic Development Zone und Teilen des Pencoed Techology Park im Süden. Im Westen reicht die Community bis an die Stadtgrenze von Pencoed, im Osten bis zum River Ely sowie bis Llantrisant sowie im Süden bis zum M4 motorway. Außerdem hat die Community neben Pencoed mit der Community Coychurch Higher im Westen eine weitere Grenze mit einer Community in Bridgend, im Süden grenzt sie an Llangan und Penllyn in Vale of Glamorgan, alle weiteren Grenzen – mit Gilfach Goch und Tonyrefail im Norden, mit Llantrisant im Osten und mit Ponty-y-clun und Llanharry im Südosten – verlaufen innerhalb von Rhondda Cynon Taf. Wahlkreistechnisch gehört die Community sowohl auf britischer als auch auf walisischer Ebene zum Wahlkreis Ogmore. Llanharan liegt auf etwas mehr als 70 Metern Höhe. Geologisch gesehen gibt oder gab es auf dem Gebiet der Community Vorkommen von Kohle, Kalkstein, Eisen und Blei.

## Geschichte
Llanharan gehörte ursprünglich zu Glamorgan, wurde aber im Zuge einer Verwaltungsreform im Jahre 1974 Teil von Mid Glamorgan, ehe es 1996 Rhondda Cynon Taf zugeschlagen wurde. Die Entwicklung des Dorfes ist stark mit der Industrialisierung der Gegend verbunden, eine weitere Rolle spielte der Eisenbahnanschluss. Von Mitte des 19. Jahrhunderts bis in die 1960er-Kahre blühte insbesondere die Schwerindustrie und vor allem der Bergbau rund um Llanharan.
Einwohnerzahlen
| Jahr      | 1801 | 1811 | 1821 | 1831 | 1841 | 1851 | 1861 | 1871 | 1881 | 1891 | 1901  | 1911  | 1921  | 1931  | 1941 | 1951  | 1961  | 1971 | 1981 | 1991 | 2001 | 2011  |
| --------- | ---- | ---- | ---- | ---- | ---- | ---- | ---- | ---- | ---- | ---- | ----- | ----- | ----- | ----- | ---- | ----- | ----- | ---- | ---- | ---- | ---- | ----- |
| Einwohner | 213  | 226  | 288  | 313  | 306  | 330  | ?    | ?    | 534  | 607  | 1.072 | 1.504 | 2.341 | 2.551 | ?    | 2.502 | 2.229 | ?    | ?    | ?    | ?    | 7.283 |

## Verkehr und Infrastruktur

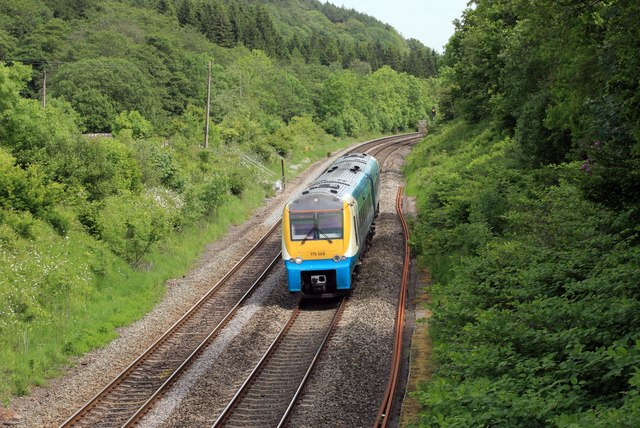
Die South Wales Main Line auf dem Gebiet von Llanharan

Durch die Community Llanharan verläuft die A473 road, zudem reicht die Community im Süden bis an den M4 motorway und im Nordosten bis an die A4119 road heran. Des Weiteren verläuft durch die Community samt einem Haltepunkt die South Wales Main Line. Des Weiteren führen mehrere Buslinien durch Llanharan, unter anderem nach Bridgend. In Llanharan gibt es zwei Niederlassungen der Royal Mail. Des Weiteren gibt es einen eigenen Rugbyverein, aber auch eine Grundschule. Llanharan war unter anderem einer der Austragungsorte bei der Frauen-Rugby-Union-Weltmeisterschaft 1991.

## Bauwerke

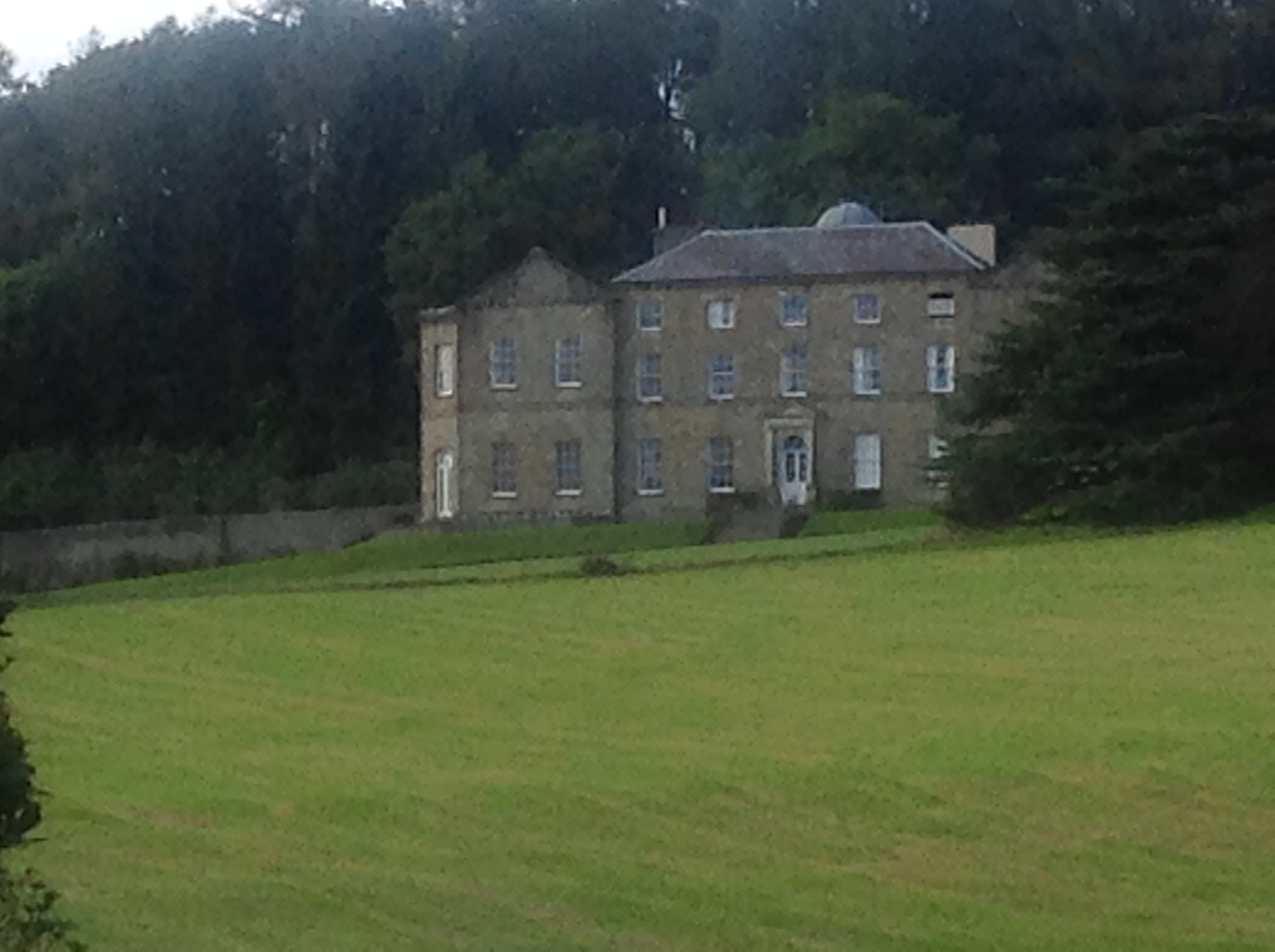
Das Llanharan House

22 Bauwerke in der Community werden auf der Statutory List of Buildings of Special Architectural or Historic Interest aufgenommen, zumeist als Grade II buildings. Einziges hochgradigeres Gebäude ist der Landsitz Llanharan House als Grade II* building. Zu den weiteren, als Grade II buildings aufgenommenen Gebäuden zählt unter anderen die Church of St Julius and Aaron.